# 羅徹斯特鎮區 (明尼蘇達州奧姆斯特德縣)
羅徹斯特鎮區（英語：Rochester Township）是位於美國明尼蘇達州奧姆斯特德縣的一個行政鎮區。

## 地方資料
羅徹斯特鎮區的面積為48.92平方千米，當中陸地面積為48.77平方千米，而水域面積為0.15平方千米。根據2020年美國人口普查的數據，當地共有人口2088人，而人口密度為每平方千米42.68人。